# Крест (пещера)
Пещера Крест — геологический памятник природы республиканского значения в Ширинском районе Хакасии (6 км западнее села Малая Сыя). Образован решением Красноярского крайисполкома № 351—13 от 08.06.1977 г.
Карстовая пещера с протяженностью ходов 200 м, глубиной 40 м. Обнаружена стоянка древнего человека. Места обитания летучих мышей. Имеет природоохранное, научное, просветительское, культурно-историческое, рекреационное значение.